# Cornelis de Vos

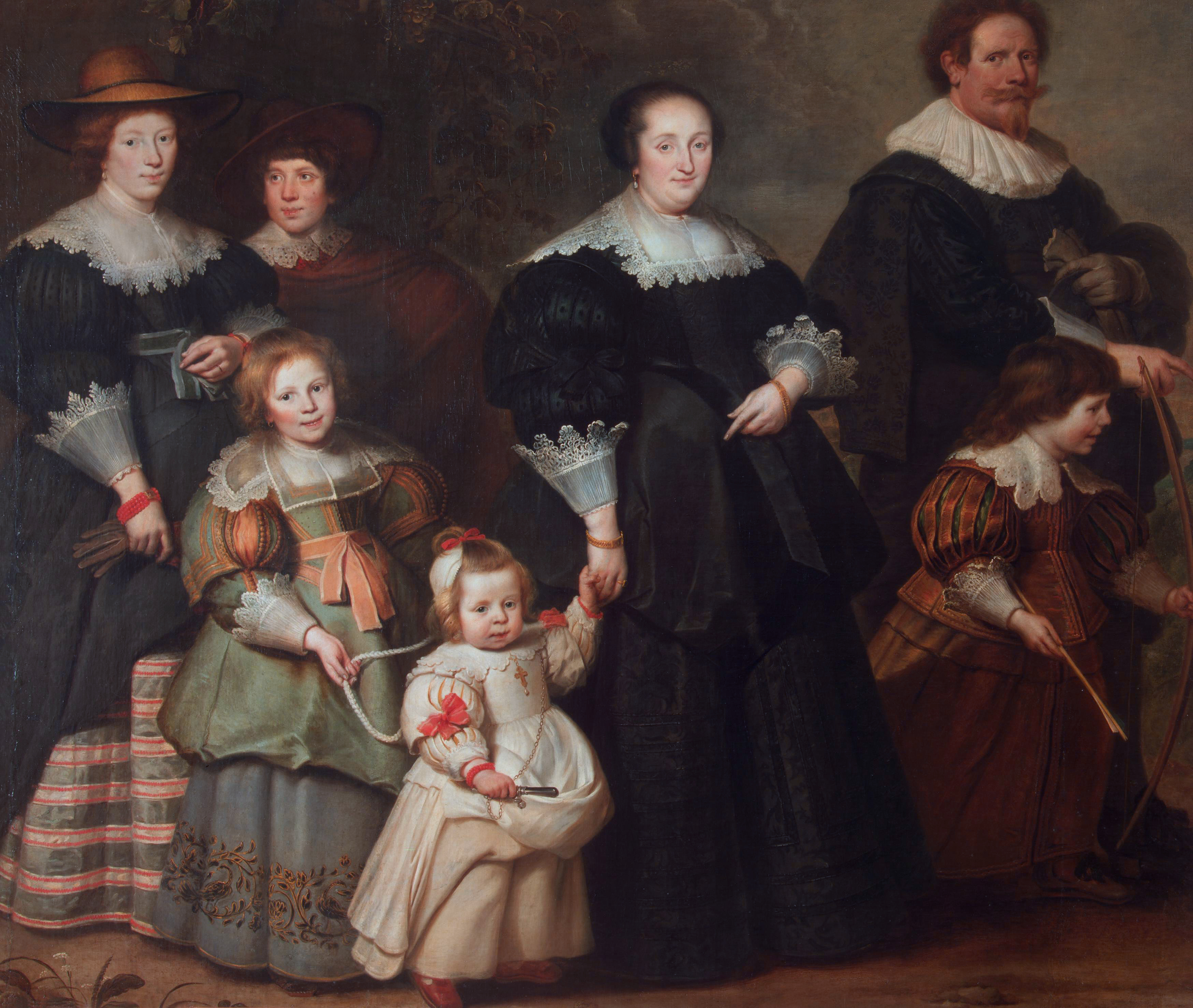
Ritratto della famiglia dell'artista

Cornelis de Vos (Hulst, 1585 – Anversa, 9 maggio 1651) è stato un pittore fiammingo.

## Biografia

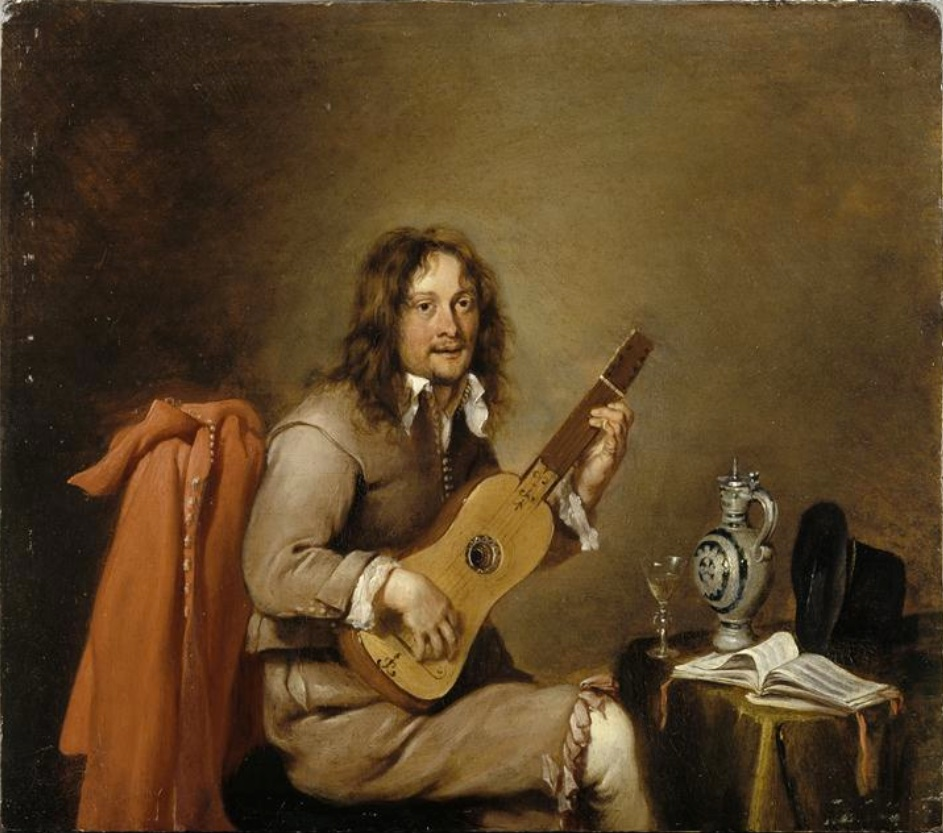
Il chitarrista

Cornelis de Vos studiò ad Anversa presso David Remeeus e divenne nel 1608 vrijmeester (libero maestro) della Gilda. Egli si formò nello stile delle scuole degli antichi Maestri, quello della forza e della pienezza di vita. De Vos aveva una cultura di dipinti con soggetti religiosi e mitologici, come pure quella del ritratto, che raggiunse, nelle ultime opere di questo tipo, il più alto grado di perfezione.
Il fratello Paul de Vos (1590–1678) dipinse animali e scene di caccia alla moda d Frans Snyders e fu un collaboratore di Peter Paul Rubens.

## Opere
(selezione)

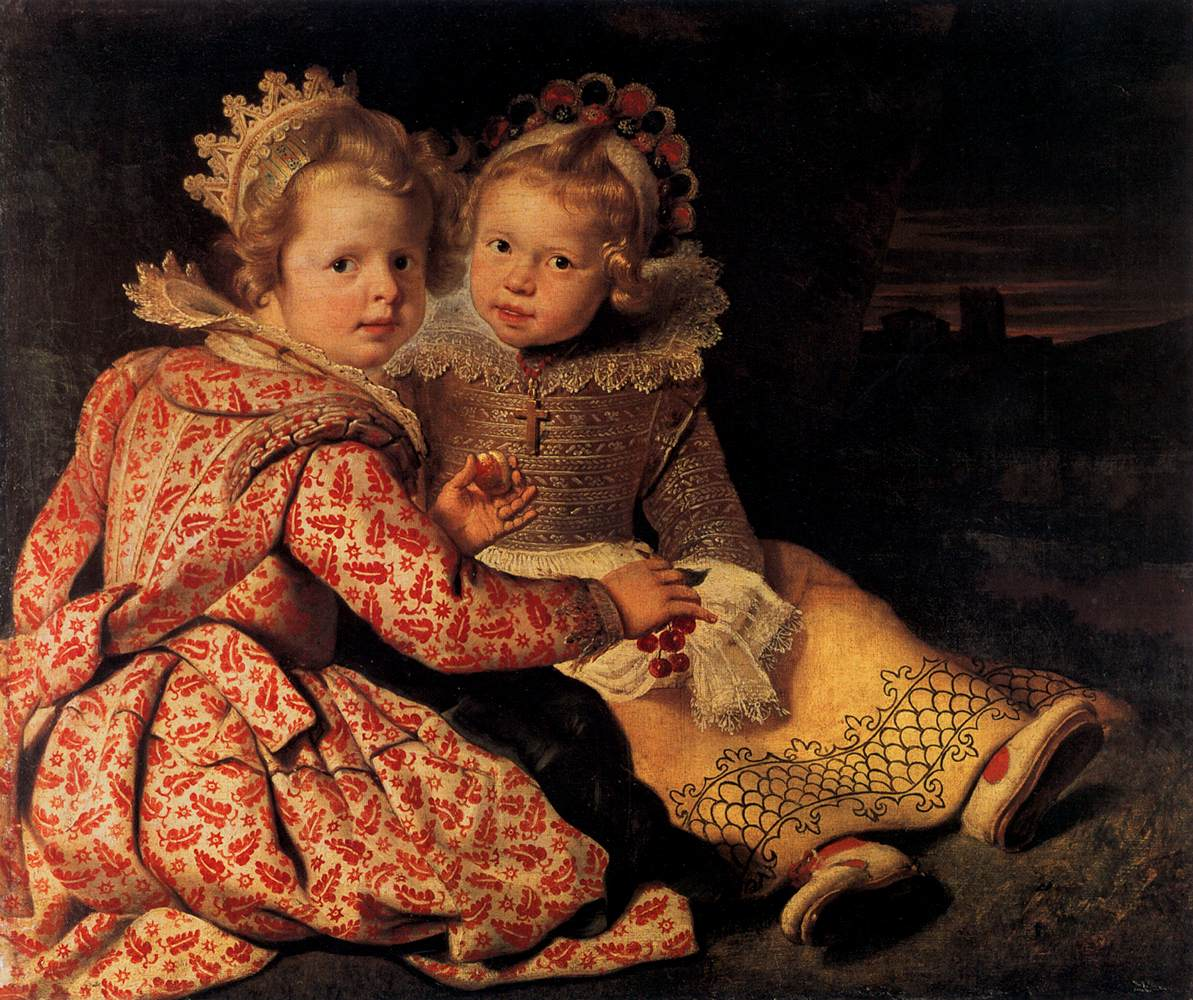
Maddalena e Giovanni Battista, figli del pittore

- Natività, 1620, Chiesa di San Paolo, Anversa[1].
- Presentazione al Tempio, 1620, Chiesa di San Paolo, Anversa[1].
- Abraham Grapheus, 1620, legno, 120×102 cm. (nel Museo di Anversa),
- Il Maestro e la sua famiglia (nel Museo reale delle belle arti del Belgio di Bruxelles),
- La famiglia Hutten (Alte Pinakothek di Monaco di Baviera)
- Ritratto d'infante (Städelsches Kunstinstitut di Francoforte sul Meno),
- Anna Fredericx, moglie di Jan Roose, 1622, tela, 109×86 cm,  nel Museo reale delle belle arti del Belgio di Bruxelles)
- Ritratto di bambina a 10 anni, 1622, tela, 94x156 cm (Musei Reali di Torino)
- Antonia van Eversdyk, 1624, legno, 122×93 cm.
- Ritratto di Dama, legno, 59×49 cm.
- Ritratto di giovanotto, 1627, legno, 75×62 cm.
- Ritratto di ragazza, tela, 120×79 cm.
- Cornelia (o Elisabeth) Vekemans da ragazzina

Delle sue opere a soggetto religioso:
- La restituzione dei santi Vasi a San Norberto (nel Museo di Anversa),
- L'Unzione di Salomone (Galleria imperiale a Vienna).